# Khorezm PSR
Folksovjetrepubliken Khorezm eller Khwarezm (Uzbekiska: Хоразм Халқ Совет Республикаси, Ryska: Хорезмская Народная Советская Республика) var en Sovjetrepublik bildad den 2 februari 1920 som en ersättning för Chivakhanatet, efter att deras ledare, Sayid Abdullah, avgått som khan. 1923 döptes landet om till Socialistiska Sovjetrepubliken Khorezm (Khorezm SSR). 1924 splittrades Khorezm SSR upp mellan Uzbekiska SSR, Turkmenska SSR och Karakalpak autonoma oblast under den Nationella avgränsningen i Sovjetunionen.

## Politiska ledare[1]

### Ordförande i Revolutionskommitén
- Mulla Dzhumaniyaz Sultanmuradov (2 februari 1920 – 26 april 1920)

### Ordförande för Folkrepresentanternas presidium
- Palvanniyaz Khodzhi Yusupov (26 april 1920 – 6 mars 1921)
- Dzhabbarbergen Kuchkarov (6 mars 1921 – 15 maj 1921)
- Khudaybergen Divanov (15 maj 1921 – 23 maj 1921)

### Ordförande i den centrala verkställande kommitténs presidium
- Madrakhim Allabergenov (23 maj 1921 – 5 september 1921)
- Mulla Ata-Maksum Madrakhimov (5 september 1921 – 27 november 1921)
- Yangibay Muradov (27 november 1921 – 23 juli 1922)
- Abdulla Khodzhayev "Khadzhi Baba" (23 juli 1922 – 20 oktober 1922)
- Atadzhan Safayev (20 oktober 1922 – 26 mars 1923)
- Abdulla Khodzhayev "Khadzhi Baba" (mars 1923 – 20 oktober 1923)
- Karim Safayev (20 oktober 1923 – 26 mars 1924)
- Mukhamed Abdusalyamov (17 januari 1924 – 19 februari 1924)
- Sultan-Kary Dzhumaniyazov (26 mars 1924 – 17 september 1924)
- Nedirbay Aytakov (17 september 1924 – 27 oktober 1924)
- Sultan-Kary Dzhumaniyazov (oktober 1924 – 23 november 1924)